# 2,3-oxidoesqualeno
(S)-2,3-oxidoesqualeno ((S)-2,3-epoxiesqualeno) é um intermediário na síntese dos precursores de esteróis membrana lanosterol e cicloartenol, assim como saponins. Ele é formado através da oxidação do esqualeno pela enzima esqualeno monooxigenase. Sua síntese é inibida por fármacos antifúngicos, como a terbinafina. O  2,3-oxidoesqualeno é substrato de diversas oxidoesqualeno ciclases, incluindo a  lanosterol sintase, que produz lanosterol, um precursor do colesterol.
O estereoisômero 2,3-(R)-oxidoesqualeno é um inibidor da lanosterol sintase.